# Gustav Heinse
Gustav Heinse (geb. Josef K. Klein; * 1896 in Herceg Novi, Österreich-Ungarn; † 1971 in Sofia, Bulgarien) war ein österreichischer Dichter und Übersetzer, der sich in Bulgarien niedergelassen hatte.

## Leben
Gustav Heinse ist der Sohn eines sudetendeutschen österreichischen Offiziers und einer Italienerin. Ihm wurde von seiner Familie der Offizierberuf vorherbestimmt.
Während des Ersten Weltkrieges wurde der junge Heinse an die Italienfront gesandt. In seinen Erinnerungen erzählte er, nach vier Schlachten sei er zu einer pazifistischen Weltanschauung gelangt, die den Krieg in allen seinen Formen ablehnt. Nach seinen eigenen Worten sei er von Hermann Hesse, Rabindranath Thakur, Romain Rolland und später auch Rainer Maria Rilke (den er seinen Lehrer nennt) beeinflusst.
1924 kam er als Ingenieur der Firma Siemens & Halske nach Sofia. Er hatte sich dort vermählt und mit der bulgarischen Kultur bekannt gemacht. Gustav Heinse führte in Sofia seine literarische Tätigkeit fort und widmete sich dem Übersetzen und Popularisieren bulgarischer Autoren im deutschsprachigen Raum.

## Werke

### Dichtung
Einige seiner Gedichte wurden in Zeitungen in Banat 1916 und 1917 veröffentlicht. Etliche Gedichte aus dieser Sammlung wurden 1922 in der Wiener Zeitschrift Das Tage-Buch nachgedrückt. Besonders fruchtbar ist die Periode der 1930er und 1940er Jahre, als Gustav Heinse seine dichterischen Werke Der Garten (1932) und Der brennende Berg (1937) veröffentlichte.
Das Poem Der brennende Berg ist ein Tagebuch in dichterischer Form und spiegelt die von den Erlebnissen an der Front hervorgerufenen Gefühle des Autors wider.
Erst 1993 wurden erneut Werke von ihm in bulgarischen Zeitungen veröffentlicht.

### Prosa
Sein Roman Aufzeichnungen eines Kriegsinvaliden wurde 1996 auf Bulgarisch herausgegeben.

### Übersetzungen
Gustav Heinses Anthologie Bulgarische Gesänge (1937) enthält Gedichte zahlreicher bulgarischer Dichter wie Christo Botew, Dimtscho Debeljanow, Pentscho Slawejkow, Pejo Jaworow, Teodor Trajanow, Nikolai Liliew, Nikola Furnadschiew, Elissaweta Bagrjana. Hinfort übersetzt er bulgarische Dichtung mit der Absicht, die Anthologie auszudehnen. Diese Übersetzungen werden in Zeitschriften wie Westermanns Monatshefte, Die Literatur, Der Türmer sowie in bulgarischen deutschsprachigen Zeitschriften veröffentlicht.
Eines seiner wichtigsten Verdienste zum Popularisieren der bulgarischen Literatur im deutschsprachigen Raum ist die Ausgabe seiner Übersetzung von Dimitar Dimows Roman Tabak beim Verlag Volk und Welt. Weitere Ausgaben dieser Übersetzung folgten in kurzer Zeit.

## Werke (Auswahl)
- Der Garten. Ein Liederkranz, Sofia 1932
- Der brennende Berg, Sofia 1937, 1950
- Bulgarische Gesänge, Zsgest. u. eingel. Stefan Joweff, Sofia 1937, 1938, 2006
- Dimitar Dimoff, Tabak. Roman (Übersetzung), Berlin 1957 (als Josef Klein)
- Bulgarische Impressionen. Lyrik, 1957, 1968
- Die Grille. Lyrik, Veliko Târnovo 1994 (als Josef Klein)
- Aufzeichnungen eines Kriegsinvaliden
- Стихове и афоризми, сп. Пламък, кн. 1-2, 2008

## Bibliographie
- N. Burneva (Hrsg.): Bulgarische Gesänge, ins Deutsche übertragen von Gustav Heinse. PIC Verlag, Veliko Tărnovo 2006, ISBN 954-736-148-1, S. 203–212.